# The Furnace (pel·lícula de 1920)
The Furnace (també titulada “Breach of Promise”) és una pel·lícula muda de la RealArt dirigida per William Desmond Taylor i protagonitzada per Agnes Ayres, Jerome Patrick i Milton Sills. Basada en la novel·la homònima de Leslie Beresford, es va estrenar el novembre de 1920. Es considera una pel·lícula perduda.

## Argument
Folly Vallance es casa amb el milionari Anthony Bond només per diners. Quan aquest se n'adona imposa que només estaran casats de nom. Folly s'endinsa en el remolí de la societat on trava amistat l'amic íntim de Bond, Keene Mordaunt. Quan el comte Svensen intenta fer xantatge a Folly perquè fugi amb ell, Keene els persegueix fins a una casa de camp on es troben amb Anthony, que acusa el seu amic de traïció. Folly finalment reconeix que estima el seu marit i explica la causa del seu comportament. Bond la perdona i els dos es reconcilien.

## Repartiment
- Agnes Ayres (Folly Vallance)
- Milton Sills (Keene Mordaunt)
- Jerome Patrick (Anthony Bond)
- Helen Dunbar as Lady Foulkes-Brent
- Theodore Roberts (general Archibald Foulkes-Brent)
- Betty Francisco (Patricia Brent)
- F. A. Turner (Albert Vallance)
- Mayme Kelso (Mrs. Vallance)
- Lucien Littlefield as Bert Vallance
- Robert Bolder (Solomon Bassbridge)
- Edward Martindel (comte Svenson)